# Weseraltarm bei Gieselwerder
Der Weseraltarm bei Gieselwerder ist ein Natur- und Landschaftsschutzgebiet in der hessischen Gemeinde Wesertal im Landkreis Kassel.

## Allgemeines
Das Naturschutzgebiet mit der Gebietsnummer 1633020 ist 6,4 Hektar groß das Landschaftsschutzgebiet ist 14,87 Hektar groß. Natur- und Landschaftsschutzgebiet grenzen direkt aneinander. Die Schutzgebiete grenzen im Norden und im Südosten an das Landschaftsschutzgebiet „Auenverbund Weser“, das sich zwischen Reinhardshagen und Bad Karlshafen über große Teile der Weseraue auf hessischem Gebiet erstreckt. Natur- und Landschaftsschutzgebiet wurden zum 4. September 1989 ausgewiesen.

## Beschreibung
Natur- und Landschaftsschutzgebiet liegen nordöstlich von Kassel innerhalb des Naturparks Reinhardswald. Das Naturschutzgebiet umfasst einen Altarm der Weser direkt östlich von Gieselwerder mit seinen Uferbereichen und die zwischen dem Altarm und der Weser liegenden Halbinsel. Der Altarm ist der einzige Weseraltarm in Hessen. Das Landschaftsschutzgebiet umfasst Grünlandbereiche in der Aue der Weser.
Das Naturschutzgebiet wird vom Altarm mit seinen Wasserflächen und den ihn umgebenden Röhrichtflächen geprägt. Stellenweise stocken Gehölze, kleinflächig sind Auwaldreste erhalten. Von Süden mündet der Kellergraben in den Altarm. Zur Weser sind naturnahe Uferbereiche ausgebildet. Die Halbinsel wird zwischen den Uferbereichen als Grünland genutzt.
Das Gebiet ist Lebensraum bestandsgefährdeter Pflanzen- und Tierarten. Besondere Bedeutung hat es für Lebensraum und Rastgebiet für Wasservögel.
Im Westen grenzen Natur- und Landschaftsschutzgebiet direkt an einen Campingplatz.